# Насируддін аль-Албані
Насируддін Абу Абдуррахман Мухаммад Нух ібн аль-Албані (аль-Альбані) (араб. محمد ناصر الدين الألباني; 1914, Шкодер, Албанія — 4 жовтня 1999, Амман, Йорданія) — ісламський богослов, хадисознавець, автор багатьох книг з різних ісламських дисциплін. Один з авторитетних салафізьких богословів XX століття.
Отримав більшу частину знань самостійно. Шейх аль-Албані розглядається як основна фігура салафізького руху XX століття. Аль-Албані не підтримував жорстокість, воліючи квієтизм і покірність владі.

## Біографія
Аль-Албані народився 1914 року в бідній сім'ї в місті Шкодер на північно-заході Албанії. Під час правління Ахмета Зогу його родина змушена була мігрувати до Дамаску (Сирія). У Дамаску аль-Албані завершив розпочате раніше навчання. Заробляв собі на життя, працюючи теслею і торговцем годинниками.
Аль-Албані почав спеціалізуватися на хадісознавстві в 1930-х роках. Незважаючи на самоосвіту, він переписав і прокоментував кілька великих творів ісламських вчених. Після цього він записав ще кілька лекцій і книг, видаючи їх у часописі Аль-Манар.

## Богословська діяльність
З 1954 року аль-Албані почав давати щотижневі уроки. До 1960 року через зростаючою популярність уряд Сирії почав вважати його діяльність підозрілою.
У 1961 році після публікації низки його робіт, він був запрошений викладати хадисознавство до Ісламського університету Медіни (Саудівська Аравія) тодішнім його віце-президентом Абдул-Азізом ібн Базом. Аль-Албані здобув популярність в Сирії як людина, що асоціювала себе із середньовічною школою ісламської думки «ахль аль-гадіс» (люди гадіса).
Перебуваючи в Саудівській Аравії, він піддавав критиці місцевих салафітів за те, що ті хоч і декларували виведення власних норм (їджтигад) з Корану і сунни, але схильні до наслідування (таклід) правових норм ханбалійського мазгабу. Іншим з його закидів до місцевих салафітів було те, що ті, на його думку, не проявляють належної уваги хадисам. Сам аль-Албані дотримувався власних поглядів відносно принципів достовірності та тлумачення окремих хадисів і, звідси, виведені ним правові норми часом вступали в протиріччя з усталеними в Саудівській Аравії нормами. Суперечності, головним чином, стосувалися ритуальної практики. У своїй відомій книзі «Опис молитви Пророка (та благословить його Аллах і вітає!)», аль-Албані представив ряд специфічних поглядів на вчинення молитви, що суперечили позиції інших вчених. Після виходу книги про нікаб, в якій аль-Албані висловив думку про необов'язковість носіння нікабу жінками, у Саудівській Аравії почалися обурення і університет розірвав з ним контракт.
У 1963 році він покинув Саудівську Аравію і повернувся до бібліотеки «аз-Загірія», передавши магазин годинників одному з своїх братів. Втім, аль-Албані протягом всього свого життя підтримував дружні стосунки з саудівськими улемами, зокрема з Ібн Базом. У 1967 та 1979 роках заарештовувався в Сирії.
Вчення Аль-Албані здійснило величезний вплив на релігійну сцену Саудівської Аравії. Воно сформувало ідеологічний базис для салафізьких релігійних течій, дало ідейний імпульс повстанцям Джухаймана аль-Утайбиі, головним чином «Джамаат ас-Салафійя аль-Мухтасіб».

## Погляди
Аль-Албані був прихильником салафізму, будучи одним з її провідних діячів. Він критично ставився до чотирьох правових шкіл (мазгаби) ісламського права і відкидав традиційний погляд, що мусульманин повинен автоматично слідувати за одним з них. Навпаки, він проводив більшу частину свого життя переглядаючи літературу з хадисознавства та вважав що про багатьох раніше підтверджених хадисах замовчували. Це сподвигло його на вироблення певних норм і правил, які були в розбраті з ісламською більшістю. Хоча салафія часто і асоціювалася з ваххабізмом, аль-Албані розділяв два цих поняття і надалі засуджував подібну точку зору. У нього були непрості стосунки з обома цими течіями.